# Nationale Anti-Doping Agentur Deutschland

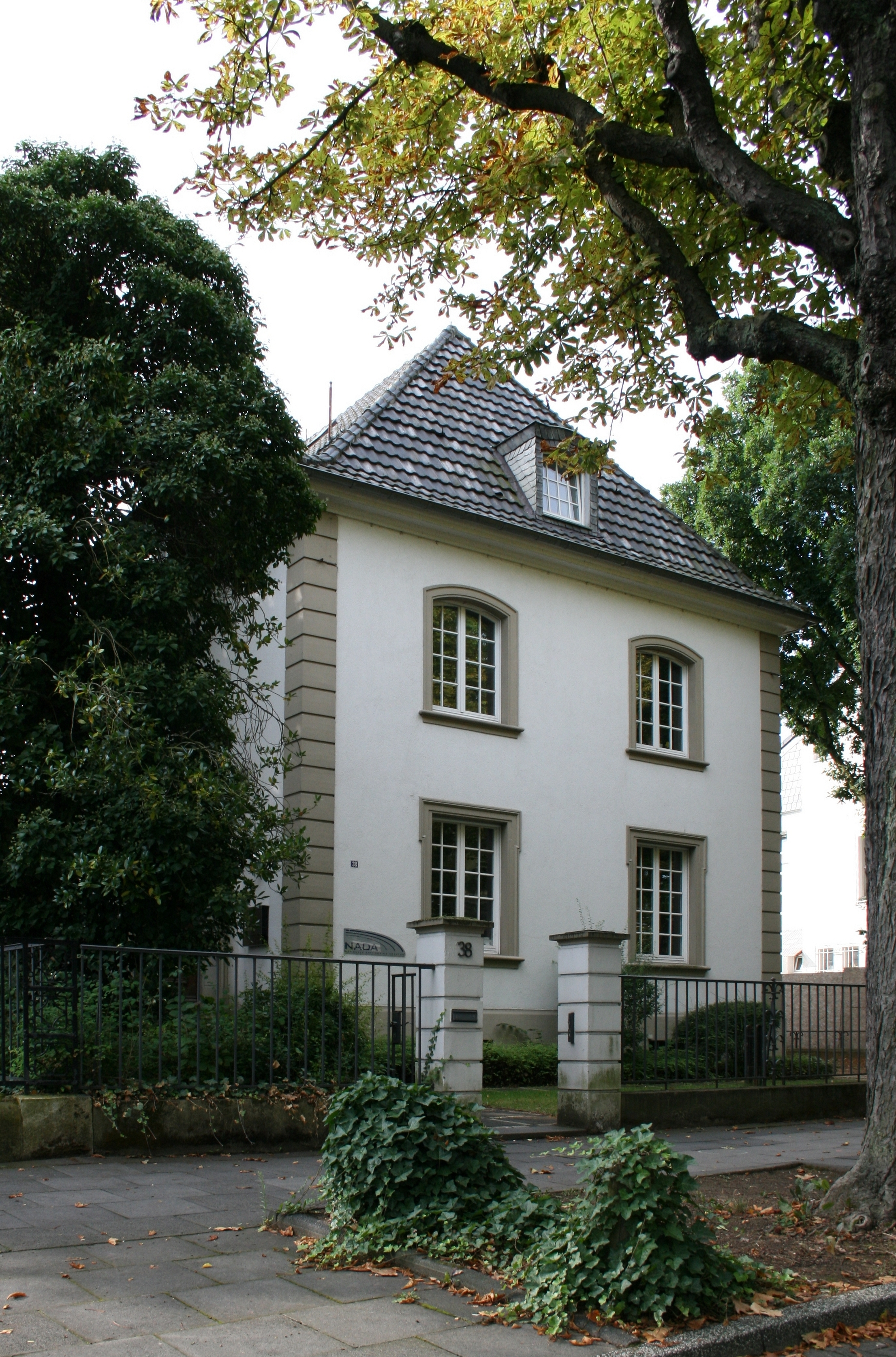
Sitz der deutschen NADA in der Heussallee in Bonn

Die Nationale Anti-Doping Agentur Deutschland (NADA) ist eine selbständige Stiftung des bürgerlichen Rechts, die am 15. Juli 2002 in Bonn gegründet und zum 1. Januar 2003 rechtskräftig tätig wurde. Ihr Ziel ist die Bekämpfung des Dopings für saubere Leistung im Sport.

## Organisation
Wegen des Dopings in der Bundesrepublik Deutschland führte der DSB 1989/1990 zusammen mit dem Bundesausschuss Leistungssport (BA-L) das Pilotprojekt „Dopingkontrollen im Training“ durch, das wenig erfolgreich verlief. Alle Trainingskontrollen waren negativ, was nach selbstkritischer Aussage an internen Mängeln lag. Die Kontrollinstanz war nicht unabhängig.
Ende Januar 1991 wurde beim DSB eine „Ständige Kommission zur Überwachung der Doping-Kontrollen außerhalb der Wettkämpfe“ eingerichtet. Diese wurde zum Jahresende in die Anti-Doping-Kommission (ADK) umbenannt. Ab Februar 1993 wurde daraus eine gemeinsame Sache mit dem NOK: die ADK DSB/NOK, die direkte Vorgängerinstitution der NADA.
1999 wurde die Welt-Anti-Doping-Agentur (WADA) gegründet und daran angelehnt folgten in den Ländern NADAs. In Deutschland wurde die Anti-Doping-Kommission zum Jahresende 2002 zugunsten der NADA eingestellt. Der Name „DADA“ für „Deutsche Anti-Doping Agentur“ wurde wegen des unerwünschten Bezugs zum Dadaismus verworfen.
Am 15. Juli 2002 wurde die „Nationale Anti-Doping Agentur Deutschland“ (NADA) in Bonn gegründet und zum 1. Januar 2003 rechtskräftig tätig.
Die NADA hat einen hauptamtlichen Vorstand sowie einen ehrenamtlichen Aufsichtsrat. Der Aufsichtsrat besteht gemäß Stiftungsverfassung aus mindestens neun Personen. Deren Aufgabe besteht u. a. in der „Überwachung der Tätigkeit des Vorstandes als unabhängiges Kontrollorgan“ sowie der „Berufung der Vorsitzenden der Kommissionen zur fachlichen Beratung der Ressorts der NADA“.
Vorstandsvorsitzende war seit Mitte September 2011 Andrea Gotzmann, die gemeinsam mit Lars Mortsiefer den Vorstand der NADA bildete. Gotzmann löste damit Martin Nolte ab. Nachdem Mortsiefer bereits seit März 2011 zum Interimsvorstand gehört hatte, wurde er vom Aufsichtsrat im Juli 2011 endgültig als Vorstandsmitglied berufen. Er löste Hanns-Michael Hölz ab, der Ende Oktober 2011 zum Präsidenten des Deutschen Snowboard Verbandes gewählt worden war.
„Alles geben, nichts nehmen“ ist der aktuelle Slogan der Nationalen Anti-Doping Agentur, die im Januar 2018 in Bonn ihr 15-jähriges Bestehen feierte.
2023 wurde Lars Mortsiefer zum Vorstandsvorsitzenden der NADA berufen.

## Zielsetzungen

Logo der Initiative Gemeinsam gegen Doping

Die satzungsgemäßen Zielsetzungen der NADA sind:
- Umsetzung eines einheitlichen Dopingkontrollsystems für Deutschland, samt ihrer Fortentwicklung
- Umsetzung des Welt Anti-Doping Codes (WADC) in einen Nationalen Anti-Doping Code (NADC)
- Erteilung Medizinischer Ausnahmegenehmigungen (TUE) und Beantwortung von Medikamentenanfragen
- Beratung und Förderung der mit Dopingfragen befassten wissenschaftlichen, politischen und weiteren Institutionen[5] sowie Sportorganisationen
- (Rechts-)Beratung für Verbände und Athleten
- Einrichtung und Durchführung eines unabhängigen Sportschiedsgerichts in Fällen von Sanktionen (seit 1. Januar 2008)
- Internationale Zusammenarbeit im Kampf für sauberen Sport, vor allem mit anderen Anti-Doping-Institutionen sowie durch Beratung und Hilfe für Länder, die zu einer eigenständigen Anti-Doping-Agentur nicht in der Lage sind
- Prävention, samt Erstellung und Verbreitung von Aufklärungs- und Schulmaterial zur Problematik des Dopings im Sport
- Tätigkeit als Auskunftsstelle für Sportler, Sportverbände, Journalisten und der Öffentlichkeit in Dopingfragen

sowie ggf. weitere ähnliche Aufgaben.

## Rechtlicher Rahmen
Weltweit gilt das Regelwerk der Welt-Anti-Doping-Agentur, der sogenannte World Anti-Doping Code (WADC).
Im Jahr 2003 verpflichtete sich Deutschland zur nationalen Umsetzung. Die Vorgaben des WADC werden seitdem im Nationalen Anti-Doping Code (NADC) festgeschrieben.
Im Lauf der Jahre wurden die Anti-Doping-Regelwerke mehrfach überarbeitet.

Im Januar 2015 trat der NADC 2015 in Kraft, der aktuell gilt. Die Änderungen beinhalten im Wesentlichen:
- Zwei neue Dopingtatbestände: Art. 2.9 regelt die Beihilfe; Art. 2.10 regelt den verbotenen Umgang mit Athletenbetreuern, die (selbst) Verstoß gegen Anti-Doping-Bestimmungen begangen haben.
- Die Regelsperre für Erstverstöße wird gemäß Art. 10 unter bestimmten Voraussetzungen (s. Art. 10.2.1) von 2 auf 4 Jahre erhöht.
- Meldepflichtverstoß (Art. 2.4) liegt nun bei drei Meldepflicht- und/oder Kontrollversäumnissen innerhalb von 12 Monaten (anstatt vorher 18 Monaten) vor.
- Möglichkeit eines "abgekürzten Verfahrens" (Art. 7.11) für Athleten, die Sanktionierung unmittelbar anerkennen oder eine anderweitige außergerichtliche Einigung erfolgt.
- Die Verjährungsfrist von Verstößen gegen Anti-Doping-Bestimmungen beträgt gemäß Art. 17 nun 10 statt 8 Jahre.

In Deutschland werden die Ermittlungen bei Dopingfällen von Schwerpunktstaatsanwaltschaften durchgeführt, die es in dieser Form seit April 2012 gibt:
- Schwerpunktstaatsanwaltschaft für Dopingdelikte München I
- Schwerpunktstaatsanwaltschaft zur Verfolgung von Dopingstraftaten Freiburg

## Kritikpunkte
Die WADA kritisiert den mangelnden Handlungsspielraum und die finanzielle Unsicherheit der NADA. WADA-Generaldirektor David Howman bemängelt, dass die NADA keine Ermittlungen durchführen kann und kaum Möglichkeiten hat, Informationen von der Polizei zu bekommen. Darüber hinaus wird ein Problem in der unüblichen Mischfinanzierung der NADA durch Staat, Sport und Privaten gesehen, denn in den meisten Ländern werden die nationalen Agenturen voll vom Staat finanziert.
Nicht alle Sportfachverbände hatten Verträge mit der NADA geschlossen. 2010 führte die NADA Wettkampfkontrollen für Bob- und Schlitten, Gewichtheber, Curling, Dart, Golf, Motorsport, Reiten, Pétanque, Rasenkraftsport- und Tauziehen, Schach, Ski, Sportakrobatik, Tischtennis, Taekwondo, Moderner Fünfkampf und Wasserski- und Wakeboard sowie in der Handball- und Eishockeybundesliga durch. Mit dem neuen NADA-Code übernahm die NADA 2015 alle Wettkampfkontrollen der im Deutschen Olympischen Sportbund (DOSB) organisierten Fachverbände. Davor wurde z. B. in der Deutschen Bundesliga (Stand: Mai 2010) vom DFB an einem Spieltag bei drei Spielen kontrolliert. Dabei wurden von beiden Mannschaften jeweils zwei Spieler getestet.
Als einziger Fußballverband testet der Deutsche Fußball-Bund (DFB) seit 2004 freiwillig 12,5 % aller Proben auf EPO. Die Forderung der NADA, Blutbanken von den Spielern anzulegen, mit denen man Veränderungen wie z. B. des Hämatokrit-Werts überprüfen kann, wurde vom DFB abgelehnt. Ebenso verhält es sich mit geforderten unangekündigten Hausdurchsuchungen. Der DFB und die NADA haben Anfang 2015 einen Vertrag über Trainings- und Wettkampfkontrollen ausgehandelt, welcher Dopingkontrollen für die Nationalmannschaft (Frauen und Männer) und die ersten drei Profi-Ligen, die Regionalliga sowie die Frauen- und Junioren-Bundesliga und den DFB-Pokal enthält.
In Deutschland werden in einem Dopingfall die Namen der betreffenden Personen (z. T. gekürzt) erst dann an die Öffentlichkeit gegeben, wenn das Urteil rechtskräftig ist. Die NADA Austria hingegen folgt zum Beispiel einer Forderung der WADA und veröffentlicht die Klarnamen der Sportler direkt nach dem positiven Test der B-Probe.
2025 wurde bekannt, das die NADA bereits seit März 2020 die eigene namentliche Veröffentlichung von Sanktionsentscheidungen eingestellt hat und nur noch anonymisierte Statistiken zur Zahl der positiven Proben veröffentlicht. So musste die NADA auf Nachfrage der ARD Dopingredaktion einräumen, das die Namen von 76 Dopingsündern nicht öffentlich genannt wurden, dabei Sportler aus 18 olympischen Sportarten. Die NADA beruft sich auf Rechts-Risiken durch laufende Verfahren zum Datenschutz. Kritisiert wird neben der veränderten Praxis und fehlenden Transparenz zu Dopingfällen in Deutschland auch die Kommunikation der NADA. Diese hat selbst nicht öffentlich auf das Problem aufmerksam gemacht und das Thema nur in Fachartikel oder am Rande von Jahrestagungen erwähnt, sodass es über mehrere Jahre praktisch unbekannt war.